# Historia del concepto de raza
En antropología, el concepto acerca de las razas humanas se refería a los grupos fenotípicos en que se subdividen los seres humanos de acuerdo con diversos sistemas de clasificación usados especialmente entre los siglos XVIII y mediados del XX.
A partir de los años 1950 y 1960, estos sistemas de clasificación han ido cayendo en desuso con el advenimiento de nuevas corrientes antropológicas, y actualmente existe un amplio consenso científico de que no existen razas humanas en un sentido biológico.
Los sistemas de clasificación racial han variado según la época y contexto, y la rama encargada de su estudio ha sido la antropología física basándose mayoritariamente en aspectos físicos visibles como el color de la piel, características del cabello, forma del cráneo, etc. Para evitar estudiar a las personas solo por sus caracteres físicos, se desarrolla en el siglo XX la antropología biológica, pero no hay una definitiva diferencia entre estas disciplinas.
El racismo ha sesgado los estudios históricos y ha usado conclusiones pseudocientíficas para el enfrentamiento o discriminación de los grupos humanos diferentes al suyo y para prevalencia de los grupos mayoritarios o de poder, produciéndose en el siglo XX los mayores genocidios étnicos que se registran en la historia.

## Conceptos históricos de raza
| raza caucasoide: arios semitas camíticos raza negroide: africanos joisanes melanesios negritos aborígenes australianos incierto: dravidianos y cingaleses | raza mongoloide: mongoles del norte chinos e indochinos japoneses y coreanos tibetanos malayos polinesios maoríes micronesios esquimales amerindios |

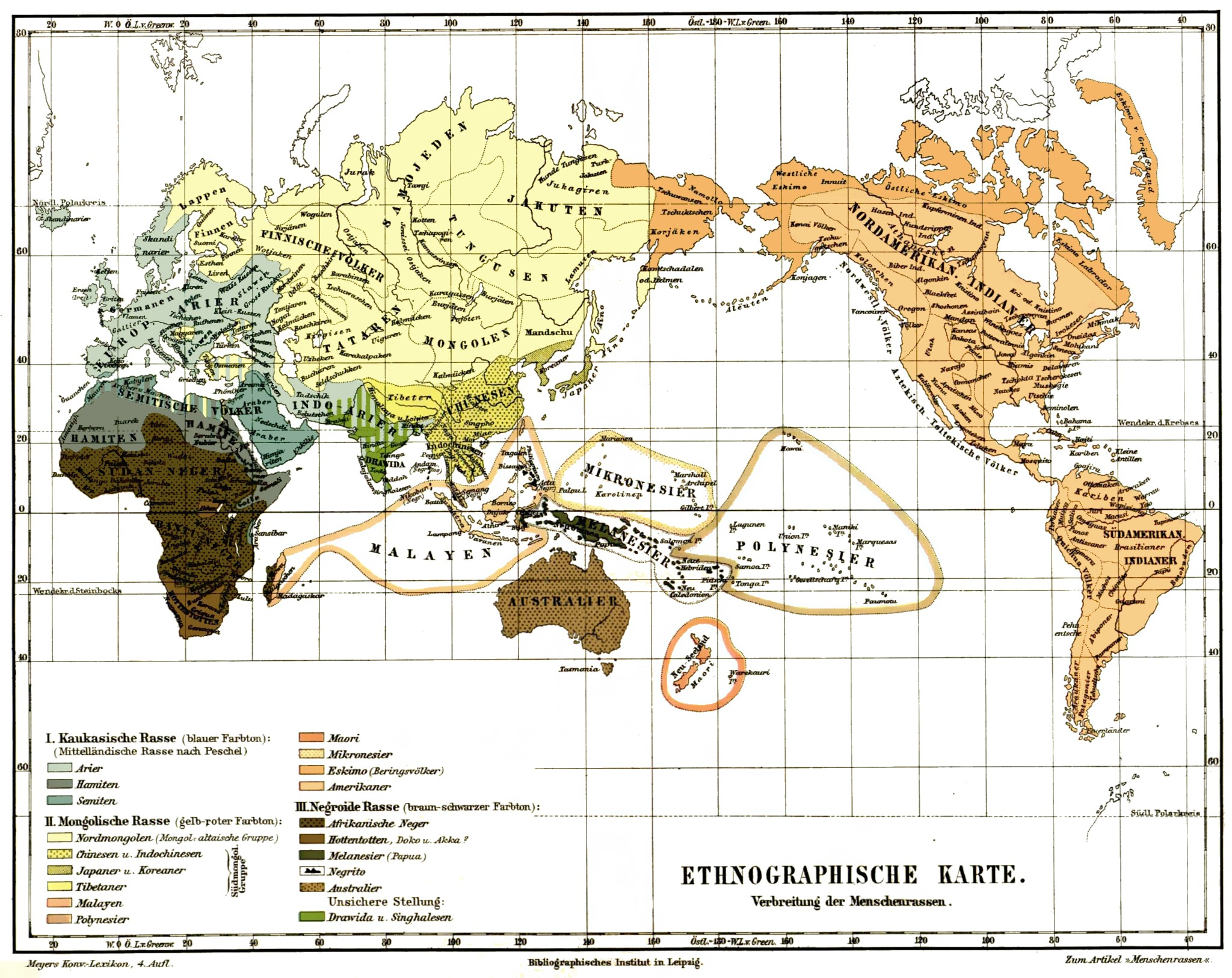
Meyers Konversations-Lexikon (1885–90).

El concepto y las clasificaciones tradicionales de las razas siempre son relativas y dependientes del criterio del naturalista, todas se basan en la descripción de fenotipos, es decir, en los caracteres morfológicos anatómicos dados por los rasgos más evidentes, como el color de la piel y otros rasgos físicos, rara vez por fisiología. Entre los métodos que ha usado la antropología física está lo que se llamaba Caracteres morfológicos raciales y consiste en el estudio de las siguientes características:
- pigmentación de la piel
- mancha pigmentaria congénita
- pigmentación del cabello, pilosidad o forma, consistencia, estructura microscópica y pilosidad corporal.
- estatura y peso
- forma de la cabeza o craneometría, lo que indica el índice cefálico, volumen cerebral y circunvoluciones
- proporciones y forma de la cara
- órbitas e índice orbital
- pigmentación de los ojos
- forma de la nariz, hueso nasal e índice nasal
- párpados (brida mongólica) y orejas
- prognatismo, forma y proporciones de la boca y labios
- esqueleto, índice pélvico y proporciones del cuello, hombros, tórax, abdomen, extremidades, genitales y esteatopigia.

Sistemas históricos más relevantes de clasificación humana:

### Edad Antigua

#### Antiguo Egipto

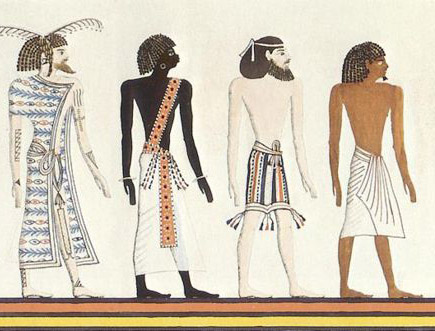
Tumba de Seti I, según un dibujo de 1820.

Existen pinturas y grabados en muchas tumbas faraónicas de la época del Imperio nuevo de Egipto (entre el 1550 y el 1070 a. C.) que dan referencia de las cuatro «razas» conocidas por ellos. De izquierda a derecha, según el dibujo:
- libio
- nubio
- sirio
- egipcio

#### Grecia y Roma antiguas
En el mundo greco-romano el determinismo medioambiental fue ampliamente admitido. Fue expuesto por primera vez en detalle en el tratado atribuido a Hipócrates Aires, aguas, lugares del siglo V a. C.. Así, los asiáticos, que habitan un clima cálido y meridional, serían indolentes y pacíficos, pero inteligentes, mientras que los europeos, que viven en un clima frío y septentrional, serían valientes y belicosos, pero faltos de inteligencia. Este modelo fue desarrollado por Aristóteles en el siglo siguiente en su Política, yendo más allá que Hipócrates en el determinismo medioambiental al señalar que el medio ideal en el que vivían los griegos les predisponía a gobernar a los pueblos menos favorecidos por la naturaleza y que al combinar las mejores cualidades de los europeos y de los asiáticos estaban capacitados para gobernar a la humanidad entera. Sin embargo, hay autores de la Antigüedad clásica como Estrabón, que no tienen en cuenta la teoría medioambiental en su descripción de los pueblos y de sus costumbres.

### Edad Media

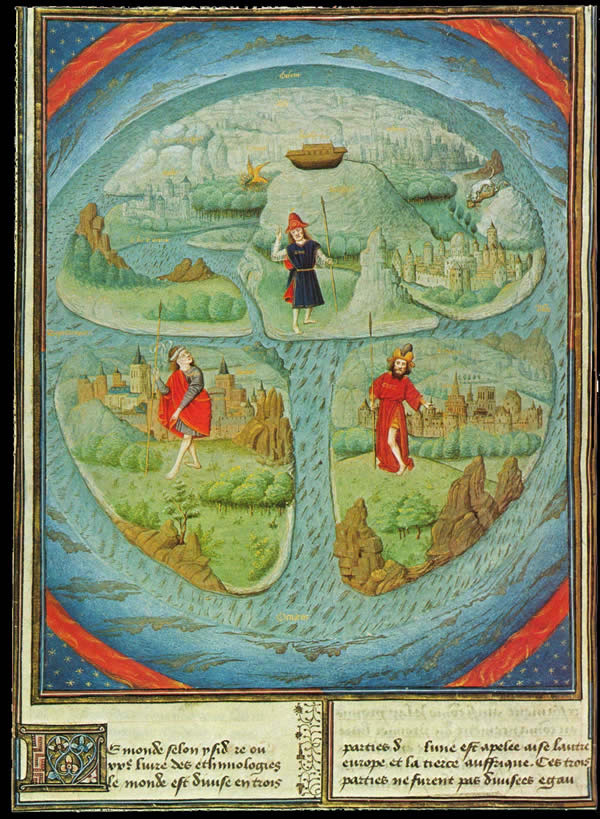
Mapa de T en O del. Siguiendo el relato de la Biblia de que la humanidad proviene de los tres hijos de Noé, arriba está Asia (habitada por los semitas, descendientes de Sem), abajo a la izquierda Europa (habitada por los jafetitas, descendientes de Jafet) y abajo a la derecha África (habitada por los camitas, descendientes de Cam).

El cristianismo aportó un nuevo concepto, el universalismo, hasta entonces ajeno a la Antigüedad al considerarse la verdadera religión de toda la humanidad. De esta forma la división entre griegos/romanos y «bárbaros», propia de la Antigüedad, fue sustituida por la diferenciación entre los que ya formaban parte de la comunidad cristiana, los bautizados, y «los todavía no cristianos» (los paganos). Un grupo especial lo constituían los judíos ya que eran la cuna de la religión cristiana y por tanto no eran perseguidos, pero solo «conllevados» que no tolerados. Las regiones desconocidas de la Tierra en el imaginario del Occidente medieval aparecían pobladas por seres fabulosos no destinados a la salvación.
Por otro lado, en el Islam medieval la maldición de Cam, convenientemente reelaborada, fue utilizada para justificar la esclavitud de los negros al señalarlos como los descendientes de Cam que, según el relato bíblico, se había mofado de su padre Noé cuando lo encontró borracho y desnudo y Noé furioso había maldecido al hijo de Cam, Canaan, a ser «para sus hermanos el esclavo de los esclavos». En la Biblia nada se decía del color de la piel de Cam (en realidad se trataba de justificar la esclavitud de los cananeos, los grandes enemigos de Israel), pero en el siglo III el padre de la Iglesia Orígenes añadió a la maldición el prejuicio de la piel al afirmar que los hijos de Cam estaban abocados a una vida degradante marcada por la oscuridad (en sentido espiritual). Será el gran erudito árabe Al-Tabari el que en el siglo X afirmó claramente que la maldición de Cam había acarreado el ennegrecimiento de su piel por lo que sus descendientes eran los negros que estaban condenados a la esclavitud.

### SiglosXV,XVIyXVII

#### La aparición del término «raza»

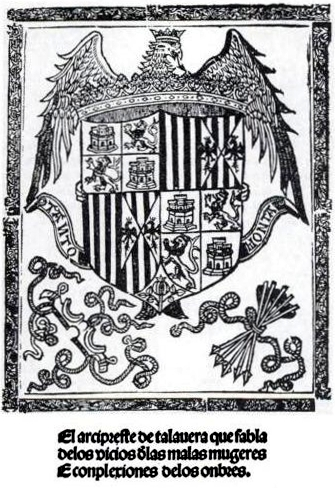
Portada de una edición de 1500 de El Corbacho. En esta obra del arcipreste Alfonso Martínez de Toledo acabada en 1438 apareció por primera vez en castellano el término «raza».

La primera constatación escrita de la palabra «raza» en castellano se encuentra en la obra El Corbacho del arcipreste Alfonso Martínez de Toledo publicada en 1438.

[...] toma dos fijos, uno de un labrador, otro de un cavallero: críense en una montaña so mando e disciplina de un marido e muger. Verás cómo el fijo del labrador todavía se agradará de cosas de aldea, como arar, cavar e traher leña con bestias; e el fijo del cavallero non se cura salvo de andar corriendo a cavallo e traer armas e dar cuchilladas e andar arreado. Esto procura naturaleza; asy lo verás de cada día en los logares do byvieres, que el bueno e de buena rraza todavía rretrae do viene, e el desaventurado, de vil rraza e linaje, por grande que sea e mucho que tenga, nunca rretraerá synón a la vileza donde desciende.

En esta obra el arcipreste de Talavera usa la palabra «raza» como sinónimo de linaje para señalar que un «labrador» será siempre un «labrador» («de vil raza e linaje») y un «cavallero» un «cavallero» («de buena raza») sin importar el contexto social en que se eduquen. Según Max Sebastián Hering Torres, de la Universidad Nacional de Colombia, «en este pasaje se evidencia que el término “raza” no pretendía nada más que ser una manifestación de procedencia, es decir, de linaje. El autor utiliza en principio la expresión “raza” de manera neutral y solo mediante la inclusión de un adjetivo positivo “buena raza” o de uno de carácter negativo “vil raza”, el término obtiene un componente valorativo. La palabra “raza” en sí misma no contiene, por tanto, ni una connotación halagadora ni peyorativa. Igualmente se muestra que dicha concepción de “raza” está acompañada por el imaginario de un ethos natural inmanente e invariable del ser».
Sin embargo, el significado más extendido del término «raza» en castellano en los siglos XV, XVI y XVII no era el de sinónimo de linaje, sino el de «mancha» o linaje «defectuoso», «maculado», o de «sangre impura». Proviene de la aplicación del término «raza» en otros contextos, como lo recoge el humanista Antonio Nebrija en su Diccionario (1495) cuando traduce la locución latina panni raritas como «raça del paño», es decir, una rareza o defecto en los paños, expresión muy utilizada por el gremio de sastres.
Así, los que tenían un linaje sin «impurezas» no tenían «raza». Agustín Salucio en 1599 redactó un discurso contrario a los estatutos de limpieza de sangre en el que en uno de sus apartados decía: «[...] porque para tener raza basta un rebisabuelo judio, aunque los otros 15 sean Cristianisimos y nobilissimos». En 1611 el filólogo Sebastián de Covarrubias en su renombrada obra Tesoro de la lengua castellana o española definía «raza» como «la casta de cauallos castizos, a los quales señalan con hierro para q sean conocidos» y decía también que «raza en los linages se toman en mala parte, como tener alguna raza de Moro, o Judio». Lorenzo Franciosini, posiblemente inspirado en Covarrubias, desarrolló en su libro Vocabolario español, e italiano una definición que pone de manifiesto la cercanía entre «limpieza» y «raza» de la siguiente manera: «Limpio: es a veces utilizado en España. Todo el que es cristiano viejo, es porque no tiene raza, ni procedencia mora ni judía». En 1638 Bartolomé Jiménez Patón escribió: «[...] que son los limpios Christianos viejos, sin raza, macula, ni descendencia, ni fama, ni rumor dello». Max Sebastián Hering Torres concluye que «no existe un nexo semántico-ideológico entre el término “raza” utilizado en los siglos XVI-XVII, con el utilizado en los siglos XVIII-XX».

#### François Bernier

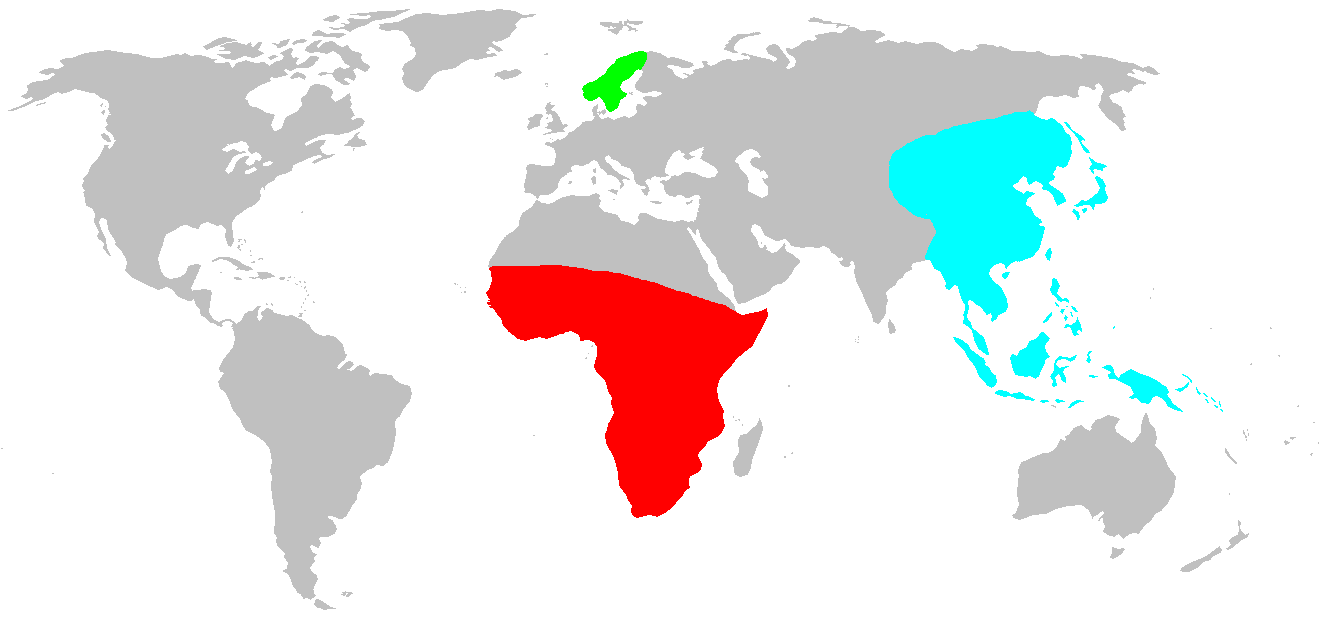
Distribución de las razas humanas según François Bernier. En rojo los africanos negros, en azul los asiáticos amarillos y en verde los lapones. El resto del mundo en gris.

François Bernier fue el pionero en acuñar el término de «raza» en el sentido moderno en su artículo Nouvelle Division de la Terre para les différentes éspèces ou races d’homme qui l’habitent (1685).

Hasta ahora, los geógrafos se han limitado a dividir la Tierra según los diferentes países y regiones que en ella se encuentran. Mis observaciones de los hombres en el curso de todos mis largos y frecuentes viajes me han inspirado la idea de dividirla de otra manera. No cabe duda que los hombres son casi todos diferentes los unos de los otros por la forma exterior del cuerpo y en particular del rostro, dependiendo de las diversas regiones que habitan en la Tierra; por esta razón, aquellos que han viajado mucho pueden con frecuencia por este medio de forma inequívoca distinguir cada nación en particular. A pesar de ello, yo he observado que hay sobre todo cuatro o cinco especies o razas de hombres en las que la diferencia es tan notoria que puede brindar el fundamento adecuado para una nueva división de la Tierra.

Bernier dividió las «razas» humanas en cuatro grupos:
- los europeos, africanos del norte, persas, árabes, habitantes de la India y de Insulindia. Después incluyó en este grupo a los americanos, a los que describió de "color oliváceo"
- los demás africanos
- asiáticos amarillos
- lapones.

### sigloXVIII

#### Gottfried Leibniz y Samuel Smith
Gottfried Leibniz a fines del siglo XVII creía que, independientemente de las diferencias físicas y culturales, todos los seres humanos pertenecemos a una misma raza. Igualmente Samuel Smith escribió en 1787 que las diferencias físicas fueron causadas por el clima y que todos somos esencialmente de la misma raza; concluyó que los humanos son multivariables y que tratar de clasificarlos en razas era inútil e imposible.

#### George Buffon
George Buffon creía que las diferencias raciales eran subjetivas y que estaban inducidas por procesos temporales climáticos, dieta alimentaria o costumbres. Por ejemplo, relacionaba la piel negra con la sobreexposición al sol, y que los lapones y groenlandeses tenían la piel más oscura que los noreuropeos por el frío congelante; y que si los pueblos cambian de lugar, cambiará su tipo. Publicó a partir de 1749 y distinguió seis variedades de hombre dándoles la categoría de raza:
- lapón o polar
- tártaro, que según el lenguaje ordinario se refería al tipo de la Mongolia
- sur de Asia
- europeo
- etíope
- americano.

#### Carlos Linneo
Linneo definía ya la posición de los humanos en el marco general de las especies naturales, en correlación con las especies zoológicas y botánicas, además de incluir a la especie humana y a los monos en el orden especial de los primates.
En realidad Linneo no utilizó el concepto de raza, sino que se limitó a dividir al género humano en variedades. Linneo tuvo el mérito de dar origen a un nuevo e inmenso campo epistemológico, el de la antropología, si bien se limitó a enunciarlo y no lo cultivó. A él tendrán que remitirse todos los científicos posteriores, tanto para retomar sus definiciones como para criticarlas. En 1758 se definió al Homo sapiens linneano como una especie diurna que cambiaba por la educación y el clima, y que comprendía según sus propias palabras las variedades:
- Americanus, colorado, colérico, de porte derecho, de piel morena y cabellos negros, lacios y espesos, con labios gruesos, nariz grande, mentón casi sin barba, porfiado, contento de su suerte, amante de la libertad, pintado el cuerpo con líneas coloradas combinadas de distintas maneras.
- Europaeus, blanco, sanguíneo, musculoso, cabellos claros y abundantes, inconstante, inventivo, cubierto totalmente con ropas, gobernado por leyes.
- Asiaticus, amarillo, melancólico, estricto, cabello negro, ojos castaños, severo, fastuoso, vestido con largas túnicas, gobernado por la opinión.
- Afer, negro, flemático, con cabellos crespos, nariz ancha, astuto, perezoso, con el cuerpo frotado con aceite o grasa, gobernado por voluntades arbitrarias.

#### Kant
El filósofo alemán Kant en su ensayo Sobre las diferentes razas humanas (1775) afirmó la existencia de «cuatro razas para poder derivar de ellas todas las diferencias reconocibles que se perpetúan [en los pueblos]. 1) La raza blanca, 2) la raza negra, 3) la raza de los hunos (mongólica o kalmúnica), 4) la raza hindú o hinduística». Diez años después en Definición de la raza humana las denominó «blanca», «amarilla», «negra» y «roja» y en 1804 en su Geografía física estableció una jerarquía entre ellas: «La humanidad existe en su mayor perfección en la raza blanca. Los hindúes amarillos poseen una menor cantidad de talento. Los negros son inferiores y en el fondo se encuentran una parte de los pueblos americanos». De estos últimos, a los que adscribía una piel «roja», decía que eran incapaces de adquirir cultura. De los negros, situados en el escalón siguiente, afirmaba que únicamente podían desarrollar una cultura de esclavos. A los hindúes «amarillos», situados por encima la «raza roja» y la «raza negra», les concedía la posibilidad de civilización, aunque los definía como partícipes de una «cultura de habilidades» y no de una «cultura de la ciencia», de ahí que serían siempre aprendices. Arriba del todo se situaban los «blancos» que eran los únicos con los talentos necesarios para la «cultura de la civilización» y para producir cambio y progreso. Solo ellos podían obedecer y liderar.

#### Johann Friedrich Blumenbach
Johann Friedrich Blumenbach se basó en su análisis craneométrico para su clasificación. Él creía en la igualdad de razas y consideraba las variaciones físicas producto de adaptaciones climáticas, aunque ignoraba el mecanismo de esto. Inicia sus publicaciones en 1790 y determina cinco razas, que se muestran aquí en orden correlativo con el dibujo adjunto:
1. mongólico o amarillo
2. americano o rojo
3. caucásico o blanco

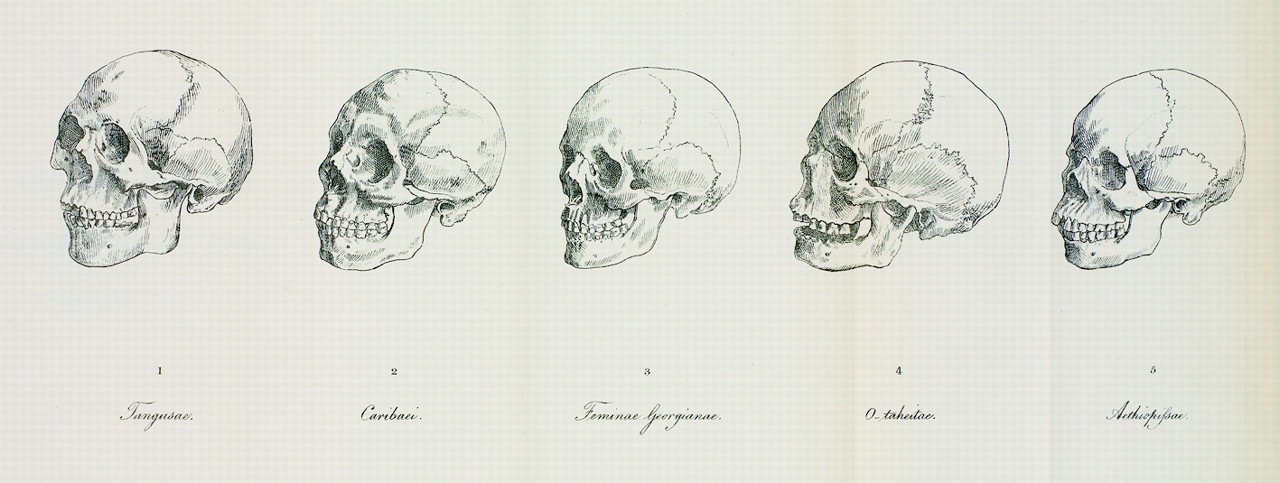
Las cinco razas humanas según Blumenbach.

4. malayo o pardo (del sudeste de Asia)
5. etiópico o negro.

### sigloXIX

#### Georges Cuvier y Joseph Gobineau
Entrando al siglo XIX, algunos autores sostenían que en los hombres se reconocía la superioridad de unas razas sobre las otras. Estas teorías fueron utilizadas para justificar actos como el colonialismo histórico europeo o los genocidios y segregacionismos del siglo XX. A pesar de ello, se halla muy arraigada en las creencias populares y en los dominios extracientíficos de gran parte del mundo una clasificación básica y elemental de tres razas que ha mantenido más o menos su vigencia hasta el día de hoy. Se resume en las siguientes:
| Georges Cuvier (1798) - caucásico - mongólico - etiópico | Joseph Gobineau (1853). - blanco - amarillo - negro |

#### Bory de Saint Vincent
Jean-Baptiste Bory de Saint-Vincent en su Diccionario clásico de Historia natural (París, 1825):
| Leyótricos (de cabellos lisos). - Del antiguo continente: - I. especie jafética - A. gens togata - a. raza caucásica - b. raza pelásgica - B. gens braccata - c. raza céltica - d. raza germánica - 1.ª variedad teutónica - 2.ª variedad eslavona - II. especie arábiga - a. raza atlántica - b. raza adámica - III. especie india - IV. especie escita - V. especie china - VI. especie hiperbórea - VII. especie neptuniana - a. raza malaya - b. raza oceánica - c. raza papuana - VIII. especie australásica | - Del nuevo continente: - IX. especie colómbica - X. especie americana - XI. especie patagona ellótricos - XII. especie etiópica - XIII. especie cafre - XIV. especie melaniana Hombres fenómenos - a. cretinos - b. albinos |

#### Desmoulins
En su Historia natural de las razas humanas (1826):
| - I. especie escita - a. raza indogermana - b. raza finesa - c. raza turca - II. especie caucásica - III: especie semita - a. raza árabe - b. raza etruscopelásgica - c. raza céltica - IV: especie atlántica - V. especie india - VI. especie mongólica - a) raza indochina - b) raza mongólica - c) raza hiperbórea - VII. especie kuriliana - VIII. especie etiópica - IX. especie euroafricana - X: especie austrofricana - a. raza hotentote - b) raza bosquimana | - XI. especie malaya u oceánica - a. crolinianos - b. dayakos y beadjuces de Borneo y muchos aráforas y alfurus de las Molucas - c. javaneses, sumatrianos, timorianos y malayos - d. polinesios - e. hovas de Madagascar - XII. especie papuana - XIII. especie negrooceánica - a. mois o moyeos de la Cochinchina - b. samangos, dayaqos,... - c. pueblos de la tierra de Van Diemen - d. vinzirobaris - XIV. especie australásica - XV. especie colómbica - XVI. especie americana - a. omañas, guaraníes, coroados, puris, alturos, otomacos... - b. botocudos y guayaos. - c. mbayás, charrúas - d. araucanos, puelches, teuletos o patagones - e. pechereses |

#### Lesson
En su Manual de mamalogía (1827):
- I. raza blanca o caucásica
  - 1. rama aramea: asirios, caldeos, árabes, fenicios, hebreos, abisinios,...
  - 2. rama india, germana, pelásgica: celtas, cántabros, persas,...
  - 3. rama escita, tártara: escitas, partos, turcos, finlandeses, húngaros
- primera variedad, rama malaya.
- segunda variedad, rama oceánica
- II. raza amarilla o mongólica:
  - 1. rama manchú
  - 2. rama sínica
  - 3. rama hiperbórea o esquimal: lapones en parte, samoyedos, esquimales del Labrador, habitantes de las islas Kuriles y de las islas Aleutianas.
  - 4. rama americana
    - a. peruana o mexicana
    - b. araucana
    - c. patagona

  - 5. rama mogolpelásgica o carolingia
- III. raza negra o melaniana:
  - 1. rama etiópica
  - 2. rama cafre
  - 3. rama hotentote
  - 4. rama papuana
  - 5. rama tasmaniana
  - 6. rama alfurusendamena
  - 7. rama alfurus-austral.

#### Thomas Huxley

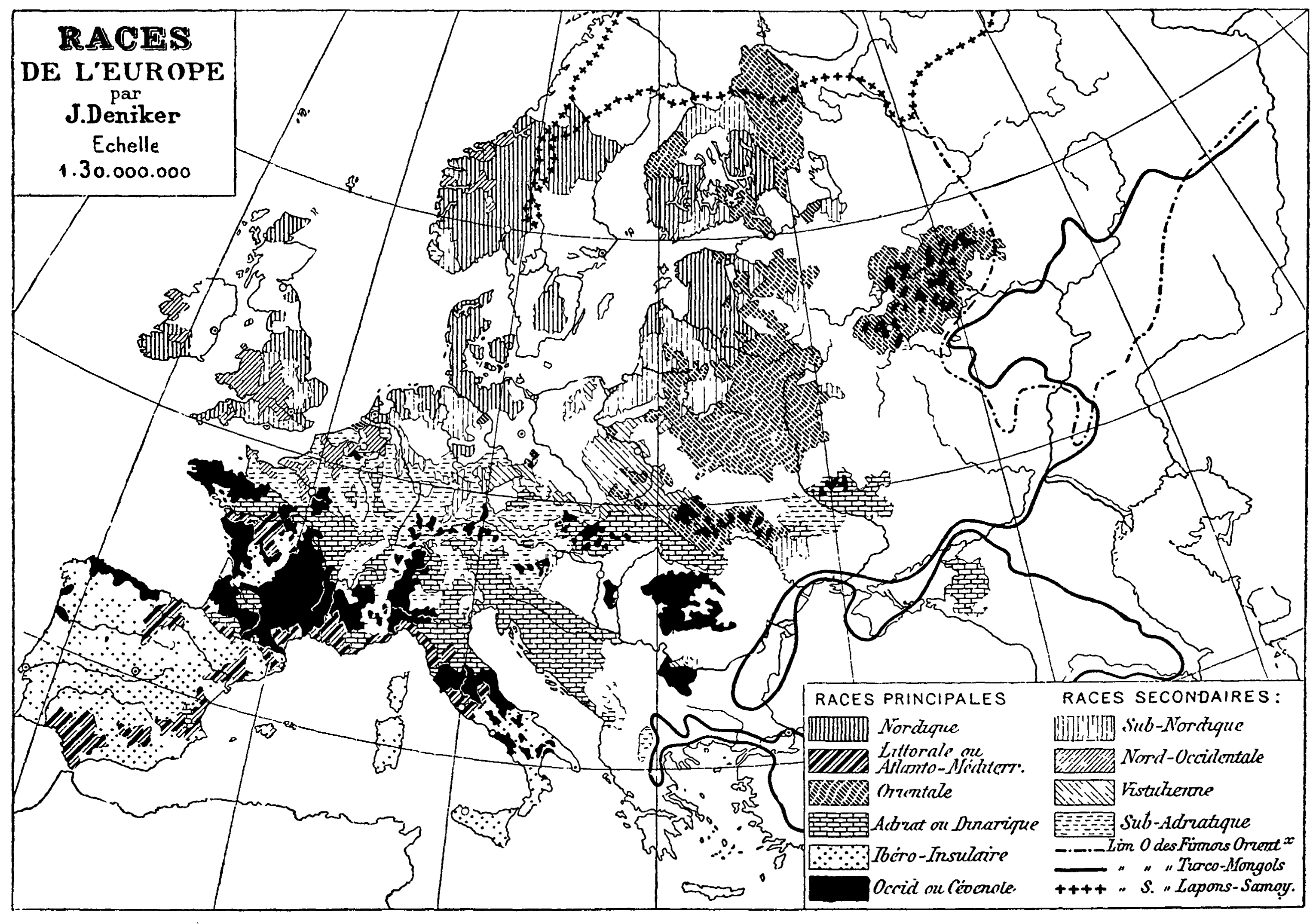
Razas de Europa según Deniker (1899).

Thomas Huxley usó estudios antropométricos para sus grupos raciales. Introdujo el término australoide en 1870 para describir la raza de los nativos de Australia y los asoció a poblaciones veddas del sur de la India. También creó el término xantocroide (xanthochroic) para referirse a la raza nórdica y suponía que la raza mediterránea era producto de mestizaje entre xantocroides y melanocroides. Hizo una división con 9 grupos raciales:
     bosquimano
     negro
     negritos
     melanocroide
     australoide
     xantocroide
     polinesio
     mongoloide A
     mongoloide B
     mongoloide C
     esquimal

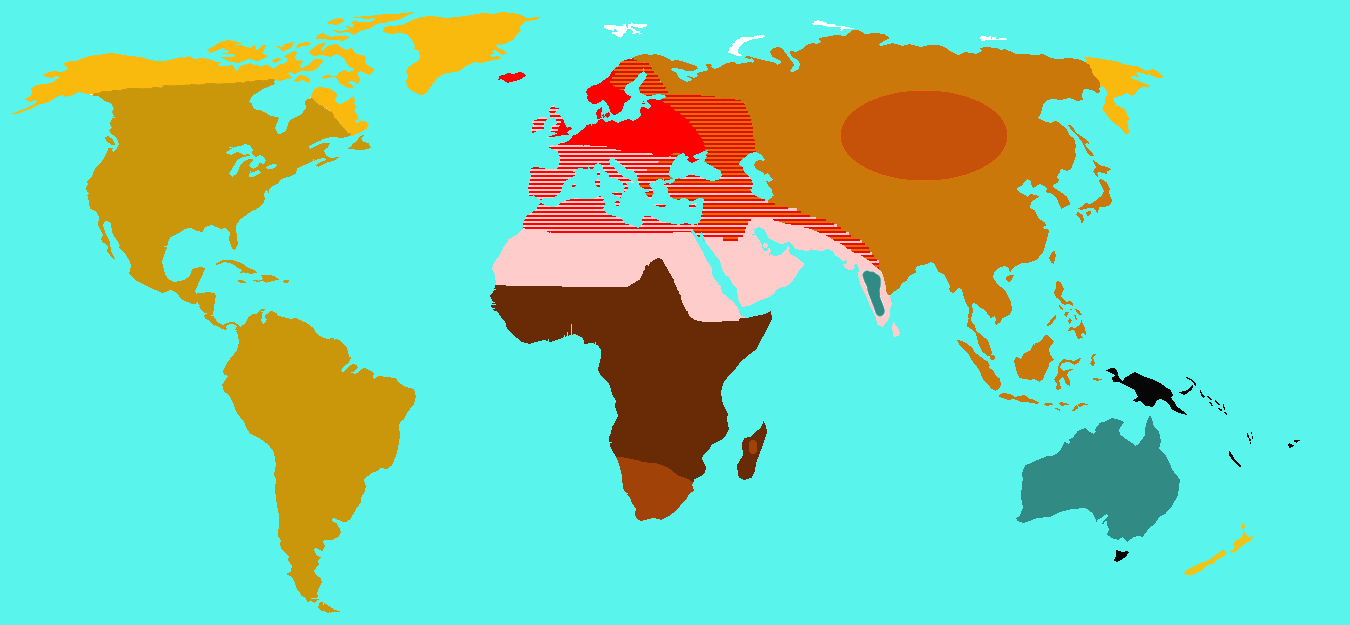
Mapa de la distribución de razas humanas según Thomas Huxley.

Otros naturalistas del siglo XIX hicieron clasificaciones menos conocidas, como James Cowles Pritchard (7 razas), Louis Agassiz (12 razas) y Charles Pickering (11 razas).

### sigloXX

#### Joseph Deniker
El antropólogo francés Joseph Deniker estableció una clasificación más compleja. Hizo más de 20 mapas de las razas europeas donde incluía seis razas primarias: nórdica, litoral (o atlanto-mediterránea), oriental, adriática (o dinárica), ibero-insular y occidental (o cevenole), con cuatro razas más secundarias, y sostuvo un extenso debate con William Ripley sobre la naturaleza y el número de las razas europeas, ya que este último sostenía que eran 3 razas. Criticó clasificaciones anteriores, pues afirmaba que solo se basaban en caracteres somáticos (físicos), en cambio él se extendió y detalló caracteres étnicos, sociales, culturales y lingüísticos, usando a veces el término "grupos étnicos" antes que razas. (Deniker 1900). La segunda edición de su obra Les races et les peuples de la Terre (Las razas y los pueblos de la Tierra, 1926) sirvió de base a muchas más clasificaciones del siglo XX.

#### Henry Vallois
Según H.V. Vallois, una raza es una población natural definida por características físicas y hereditarias comunes. Su clasificación de 1944 alcanzó rango clásico en los años sesenta; estableció cuatro grupos raciales primarios (australoide, leucodermo, melanodermo y xantodermo) y veintisiete razas, que son las siguientes:
| - grupo australoide o primitivo - australiana - vedda - grupo leucodermo (blanco) - nórdica - europea oriental - alpina - dinárica - mediterránea - anatolia - turania - blanca suroriental - indoafgana - ainú | - grupo melanodermo (negro) - melanoafricana - etíope - negrilla - khoisánida - melanoindia - melanesia - negrito - grupo xantodermo (amarillo) - siberiana - normongólica - centromongólica - sudmongólica - indonesia - polinesia - esquimal - amerindia |

#### Carleton Coon
Carleton S. Coon escribió numerosos libros sobre las razas a partir de 1954. En África distinguió dos tipos principales: congoide, como los bantú y la mayoría de los pueblos africanos, y capoide, como los bosquimanos; en estos últimos sostuvo que hubo una distribución mayor en la prehistoria de África.
|  | caucasoide  |
|  | congoide    |
|  | capoide     |
|  | mongoloide  |
|  | australoide |

Sus teorías no tuvieron mucha aceptación, pues se dieron a conocer en una época de lucha contra los prejuicios raciales y el uso del sufijo -oide se sentía peyorativo; además en los años sesenta sus teorías tuvieron que confrontarse con el advenimiento de la antropología moderna y la genética de poblaciones, por lo que la aceptación de las teorías raciales estaban en retroceso. Reconocía cinco razas: caucasoide, congoide, capoide, mongoloide y australoide, distribuidas según figura en la gráfica adjunta.

#### Stanley Garn
Stanley Marion Garn sostuvo que el aislamiento geográfico era el factor primordial en la formación de razas, por lo que en Oceanía se habría alcanzado la mayor variedad, postulando las siguientes "razas geográficas" (1961):

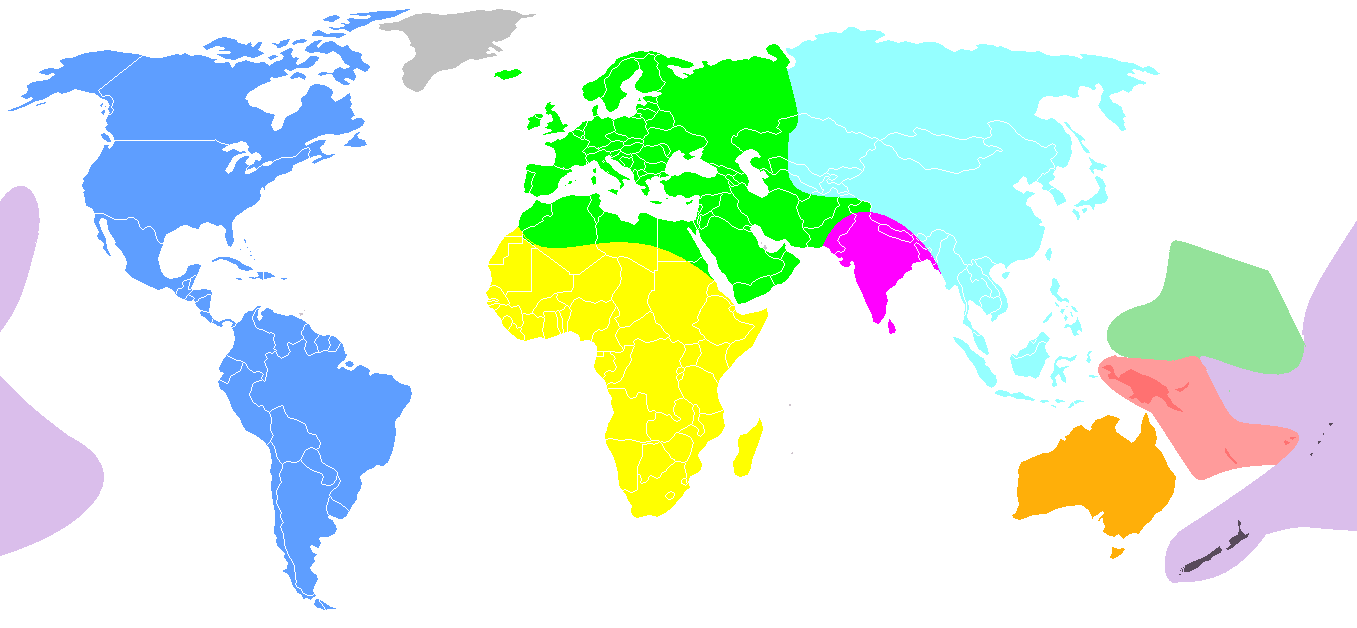
Mapa según la clasificación racial de Garn.

|  | amerindia (América)           |
|  | europea (Europa occidental)   |
|  | asiática (Extremo Oriente)    |
|  | africana (África negra)       |
|  | india (Península indostánica) |
|  | australiana (Australia)       |
|  | melanesia-papú (Melanesia)    |
|  | micronesia (Micronesia)       |
|  | polinesia (Polinesia)         |

## Antropología moderna
Desde los años sesenta, algunos antropólogos y profesores de antropología han reconcebido "raza" como una categoría cultural o construcción social, en otras palabras, como una manera particular que la mayoría de la gente tiene al hablar de sí mismos y de los otros. Por eso se afirma que el término "raza" por sí solo debe ser analizado y el cómo y el por qué la gente usa la idea de raza, está más explicado por la historia y las relaciones sociales que por rasgos físicos o biológicos.[cita requerida]
Paralelamente se desarrolla la antropología biológica para el estudio humano más profundo aprovechando el desarrollo de la biología molecular y la genética. El resultado de ello ha debilitado el concepto de razas humanas por la complejidad de las conclusiones al momento de cruzar datos con los diferentes métodos usados; de tal manera que la tendencia es de reemplazar raza por etnias (con inclusión de los caracteres culturales) y finalmente por poblaciones o clines. Incluso en un pequeño grupo poblacional se puede encontrar gran complejidad de resultados. Algunos de los métodos usados en el siglo XX son los análisis genéticos a través del estudio de los grupos sanguíneos y más recientemente de los haplogrupos del ADN de mitocondrias y cromosomas de nuestras células, mostrando que lo que denominamos razas tienen en realidad una herencia compleja y dependiente de muchos genes.

### Análisis de sangre

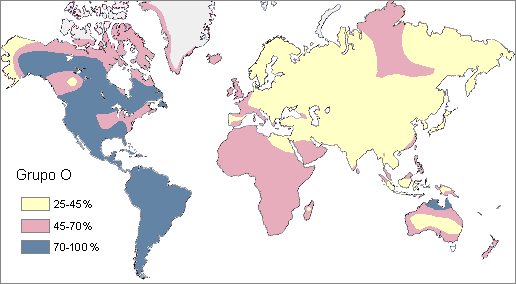
Frecuencia del grupo O en poblaciones nativas.

Al descubrirse los grupos sanguíneos inmunológicos, se tenía por fin una guía más sólida que los simples caracteres físicos, ya que estos dependen de un solo par de genes. En 1901 se descubrió primero el sistema AB0 y en 1940 el factor Rh, ambos sistemas descubiertos por Karl Landsteiner y en ellos se mostraron diversas relaciones poblacionales.
En este sistema AB0, el grupo 0 tiene la mayor frecuencia en los amerindios desde México hasta Sudamérica , el grupo A sobresale en Europa, nativos de Australia y Polinesia; y el grupo B en Asia central (ver mapas Archivado el 16 de noviembre de 2006 en Wayback Machine.). Dentro del sistema Rh el grupo del haplotipo r (Rh negativo) tiene alta frecuencia en Europa, en especial en los vascos y es casi inexistente en los asiáticos orientales; mientras que en los negroafricanos el grupo R0 (uno de los grupos Rh positivos) tiene una alta frecuencia en desmedro del grupo R1.
En el sistema Diego (Diego antigen system), el grupo Dia es mínimo en Europa y Asia, mientras que en el sistema Duffy el grupo Fya se presenta en todo el mundo menos en África negra. En el sistema MNSs (descubierto en 1927), el grupo S es más frecuente en Europa.
De los tipos de hemoglobina, la hemoglobina S se encuentra en especial en la población de África ecuatorial y su formación está determinada por un solo gen llamado HbS; si se posee una pareja de genes Hbs se produce una anemia falciforme que es grave, pero con un solo gen la población es más tolerante a la malaria, por lo que esto representa un caso claro de relación entre genética, grupo poblacional y selección natural.
La siguiente tabla resume la relación poblacional con grupos sanguíneos, están en orden de la mayor frecuencia del grupo O y se basa en datos promedio de diversas fuentes.
| Poblaciones nativas         | sistema ABO | sistema ABO | sistema ABO | sistema ABO | sistema Rh          | Otros sistemas    |
| --------------------------- | ----------- | ----------- | ----------- | ----------- | ------------------- | ----------------- |
| Poblaciones nativas         | % 0         | % A         | % B         | % AB        | Haplotipo frecuente | Grupos frecuentes |
| América                     | 94          | 5           | 1           | 0           | R1                  | M, Dia            |
| África subsahariana         | 54          | 24          | 19          | 3           | R0                  | Fyo, HbS, V       |
| Oceanía                     | 45          | 41          | 10          | 4           | R1                  | Fya               |
| Asia Oriental y del Sudeste | 40          | 26          | 27          | 7           | R1                  | M, Fya, Dia       |
| Europa y Medio oriente      | 39          | 40          | 15          | 6           | R1                  | Fyab, S           |
| India                       | 33          | 26          | 32          | 9           | R1                  | M, S              |

### Análisis de ADN

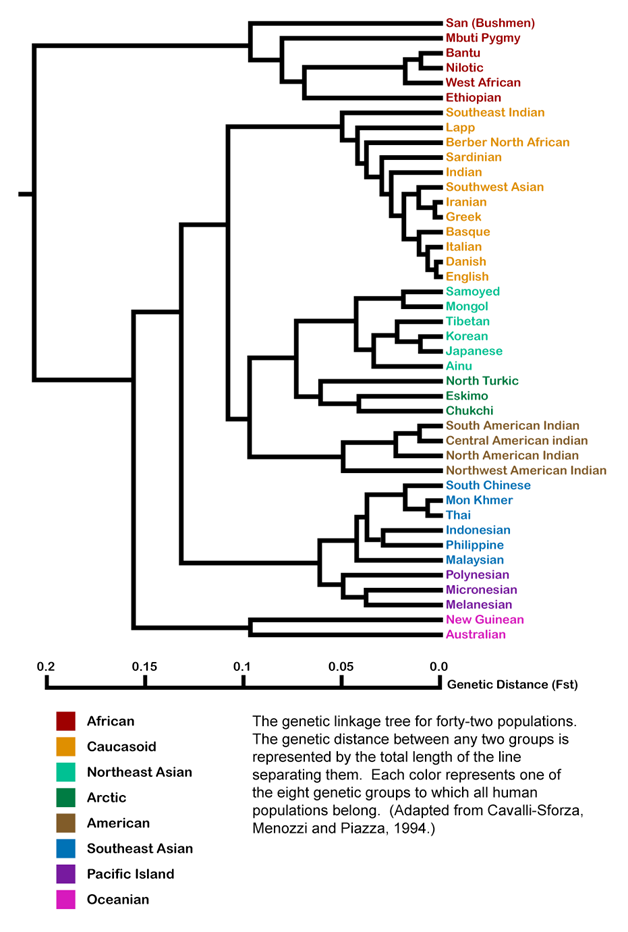
Genética autosómica: Comparación entre 42 poblaciones según Cavalli-Sforza (1994).

Gran importancia para la explicación de la actual diversidad humana recae en nuestro material genético. El ADN o ácido desoxirribonucleico, contiene la información genética usada en el desarrollo y el funcionamiento de todos los seres vivos y es el responsable de la transmisión hereditaria, forma parte de los cromosomas que están en el núcleo de las células y también hay ADN en las mitocondrias pero en pequeña cantidad.
El ADN o genoma mitocondrial, cuya estructura fue descifrada en 1981 por S. Anderson, tiene herencia matrilineal, es decir, que heredamos nuestras mitocondrias solo de nuestras madres. Una característica importante es que no se recombina, ello implica que los únicos cambios que podrían haber ocurrido, se deben exclusivamente a mutaciones a lo largo de multitud de generaciones. En el ser humano se calcula que cada 5000 a 10000 años surge una mutación en una de las bases del ADN mitocondrial; según esto se obtienen dos importantes conclusiones: primera, que se logra demostrar el origen africano de los humanos modernos, calculando que toda la humanidad desciende matrilinealmente de una sola mujer, la Eva mitocondrial, mujer africana que habría vivido hace aproximadamente 190 000 años; y en segundo lugar, se demuestra que no existen razas puras, ya que todos los pueblos descienden de la mezcla de un conjunto de linajes diferentes. (Cann, 1987).
Durante la década de 1980, varios científicos investigaron la herencia patrilineal con el objetivo de tener una mejor visión del árbol genético humano. Para esta investigación, el cromosoma Y es central, ya que es el cromosoma que determina el sexo masculino y, por lo tanto, se hereda del padre a hijos varones; su potencial para el análisis evolutivo humano fue descubierto en 1985 por 2 trabajos independientes (Casanova 1985 y Lucotte 1985). El cromosoma Y es muy estable por su baja recombinación y nos ha permitido conocer que todos descendemos de un único hombre, a quien se denomina Adán cromosómico, es africano y tiene una antigüedad de unos 140 000 años. Sin embargo, algunos autores rechazan el concepto de árbol genético para especies con gran intercambio genético, porque no se puede conciliar con los datos de la multitud de estudios genéticos que se han realizado en los últimos años.
La siguiente tabla resume geográficamente la relación genética entre grupos humanos usando datos promedio de los haplogrupos de ADN más frecuentes que han sido recogidos en los últimos años entre las poblaciones nativas. En letra negrita van los haplogrupos no solo frecuentes, sino bastantes diseminados en cada región. Donde figura por ejemplo: HV, en realidad se refiere a los haplogrupos H, V y HV, ya que los tres se relacionan filogenéticamente; lo mismo se aplica a los demás haplogrupos. Dentro de cada región hay cierta cohesión en los resultados, aunque de una etnia a otra cercana puede haber importantes diferencias.
| Haplogrupos de ADN mitocondrial humano (línea materna). | Regiones (antes del siglo XV).          | Haplogrupos del cromosoma Y humano (línea paterna). |
| ------------------------------------------------------- | --------------------------------------- | --------------------------------------------------- |
| L3, L2, L1, L0, L4                                      | África subsahariana (en su mayor parte) | E, B, R1b, A                                        |
| L2, L3, M1, L0, R0, L4, Uk, JT, L5, L6, HV              | Cuerno de África y Sudán                | E, A, B, J, T                                       |
| L0, L2, L3                                              | Pueblos joisán (África austral)         | A, E, B                                             |
| HV/R0, Uk, JT, L3, M1, X, L2                            | África del Norte                        | E, J, G, I, R1b, T                                  |
| HV/R0, Uk, JT, N1, X, L3, L2, W                         | Cercano Oriente                         | J, E, R1b, R1a, G, I, T, L                          |
| HV, Uk, JT, W, X, I, B, N1                              | Cáucaso                                 | J, G, R1b, R1a, E, I                                |
| HV, Uk, JT, I, W, X                                     | Europa occidental                       | R1b, I, R1a, E, J, T, N                             |
| HV, Uk, JT, W, X, D, I                                  | Europa oriental                         | R1a, I, N, R1b, E, J, T                             |
| M, U, R, HV, F, A, JT, D                                | Indostán                                | R, H, L, J, F, C5, O, P, G, T, Q                    |
| HV, Uk, JT, CZ, D, M, A, R, B, Y                        | Asia Central                            | C, R1a, O, R1b, J, Q, T                             |
| CZ, D, A, G, HV, Uk, JT, Y, B                           | Siberia                                 | C3, N, Q, R1a, O                                    |
| D, M, B, F, A, CZ, N, G, R                              | Asia Oriental                           | O, N, C3, D, Q, C1                                  |
| M, B, F, E, D, R, G, N                                  | Sudeste de Asia                         | O, C, D, K                                          |
| S, P, N, M, Q, O                                        | Australia                               | C4, K                                               |
| Q, B, P, M, E                                           | Melanesia                               | M, K, C2, S                                         |
| B, Q, M                                                 | Polinesia y Micronesia                  | C2, O, K, M                                         |
| A, B, C, D, X                                           | Norteamérica                            | Q, R1, C3                                           |
| B, A, D, C                                              | Mesoamérica y Sudamérica                | Q                                                   |

## Consenso actual
Actualmente existe un amplio consenso científico de que no existen razas humanas en un sentido biológico.
En 2019, la American Association of Physical Anthropologists, una asociación internacional de antropólogos físicos, declaró que «la creencia en las "razas" como aspectos naturales de la biología humana ... [es] uno de los elementos más dañinos en la experiencia humana tanto en la actualidad como en el pasado».